# Unione Sportiva Lecce 1952-1953
Questa voce raccoglie le informazioni riguardanti l'Unione Sportiva Lecce nelle competizioni ufficiali della stagione 1952-1953.

## Divise
| Casa |

## Rosa
| N. |                   | Ruolo | Calciatore        |
| -- | ----------------- | ----- | ----------------- |
|    | Italia (bandiera) | P     | Giuseppe Eberle   |
|    | Italia (bandiera) | P     | Emilio Zanotti    |
|    | Italia (bandiera) | D     | Ugo Terzolo       |
|    | Italia (bandiera) | D     | Bruno Volponi     |
|    | Italia (bandiera) | D     | Franco Rosi       |
|    | Italia (bandiera) | D     | Cesare Rizzoli    |
|    | Italia (bandiera) | D     | Giovanni Liaci    |
|    | Italia (bandiera) | C     | Domenico Tosi     |
|    | Italia (bandiera) | C     | Giovanni Prevosti |
|    | Italia (bandiera) | C     | Elio Grani        |

| N. |                   | Ruolo | Calciatore          |
| -- | ----------------- | ----- | ------------------- |
|    | Italia (bandiera) | C     | Lino Cauzzo         |
|    | Italia (bandiera) | C     | Giovanni Trabucco   |
|    | Italia (bandiera) | C     | Pietro Magni        |
|    | Italia (bandiera) | C     | Giuseppe Cafasso    |
|    | Italia (bandiera) | C     | Igino Balestra      |
|    | Italia (bandiera) | A     | Goffredo Stabellini |
|    | Italia (bandiera) | A     | Anselmo Bislenghi   |
|    | Italia (bandiera) | A     | Pietro De Santis    |
|    | Italia (bandiera) | A     | Franco Cardinali    |

## Fonte
- WLecce.it.